# Rhemen zu Barensfeld

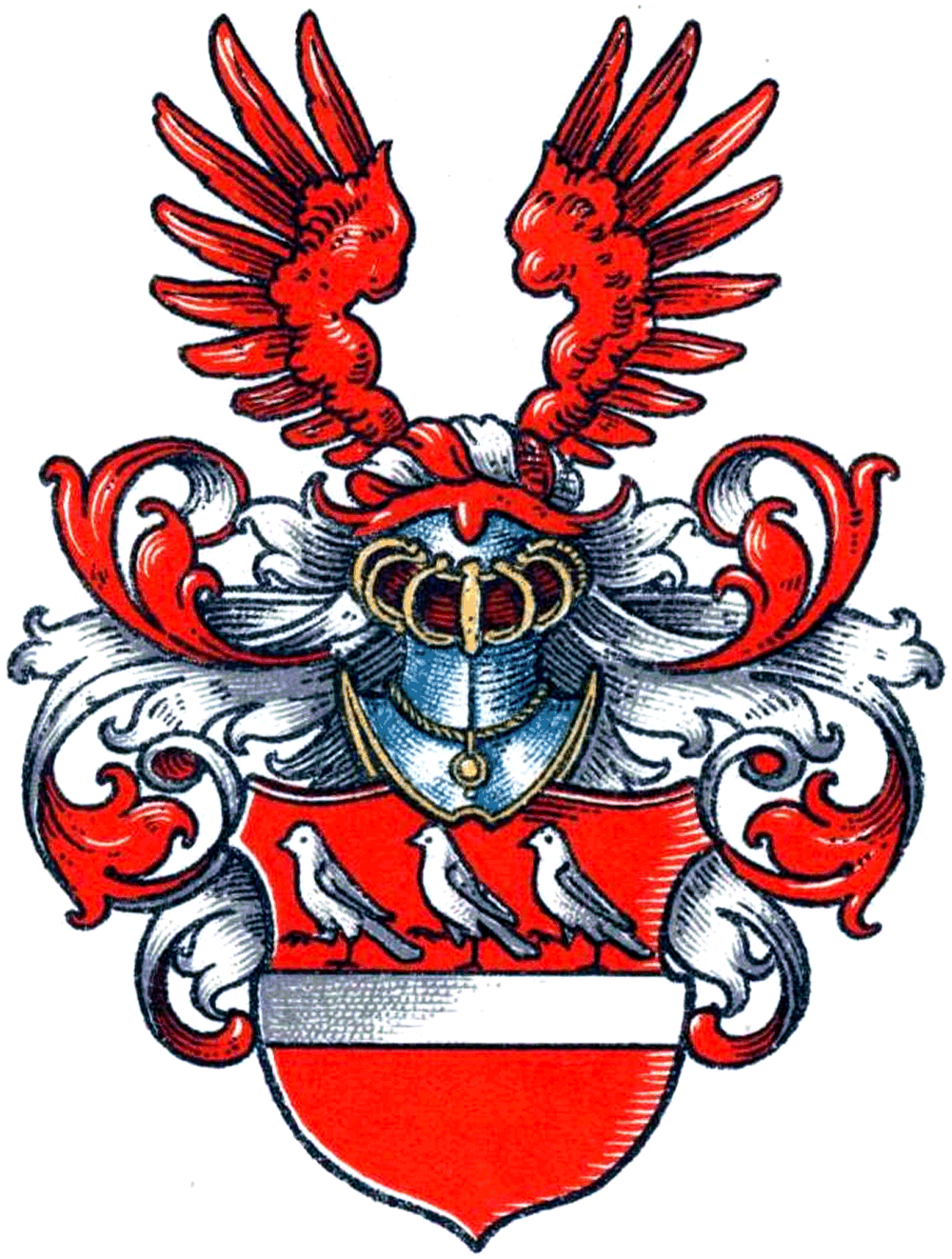
Wappen derer von Rhemen

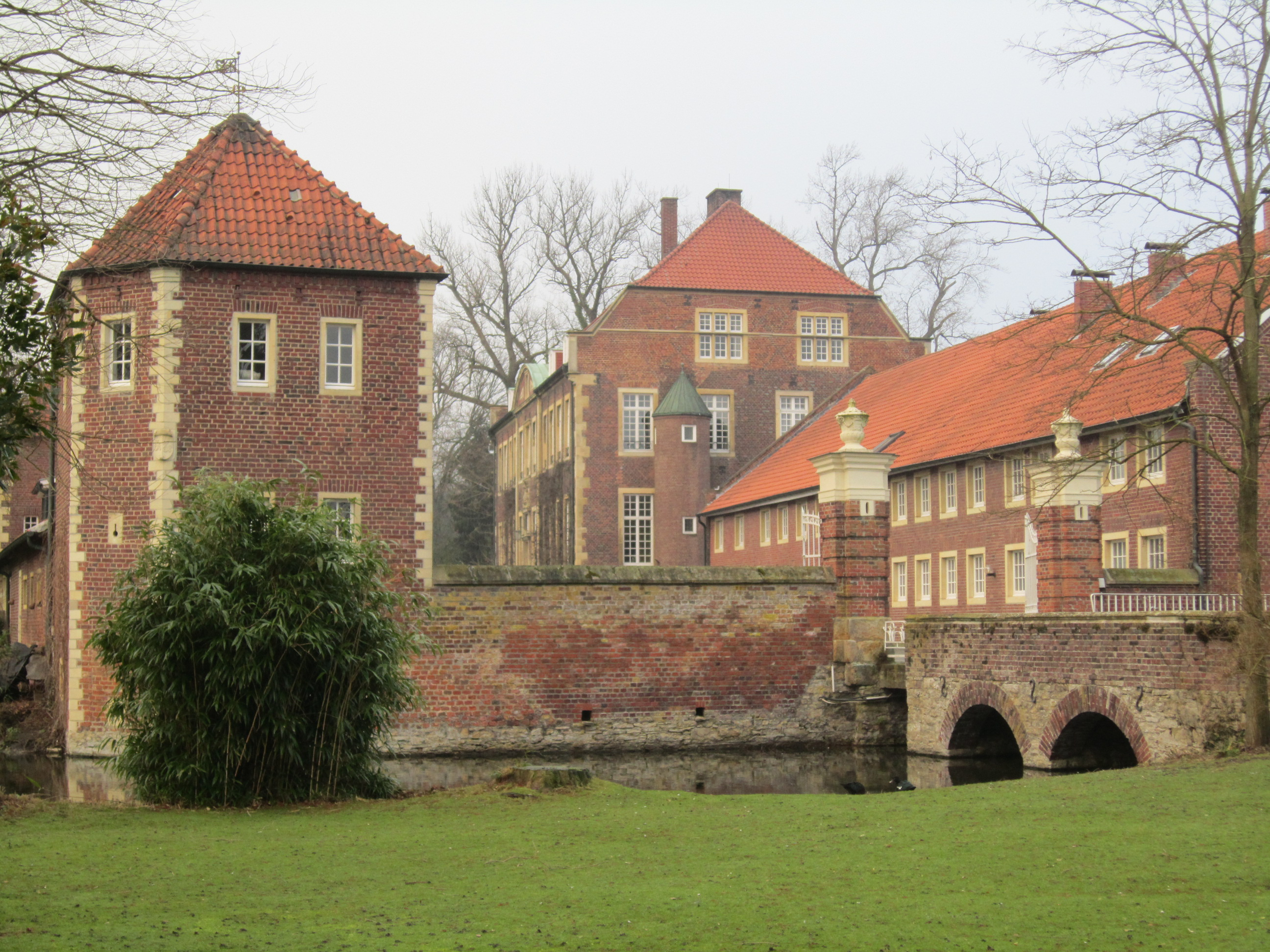
Burg Wilkinghege bei Münster

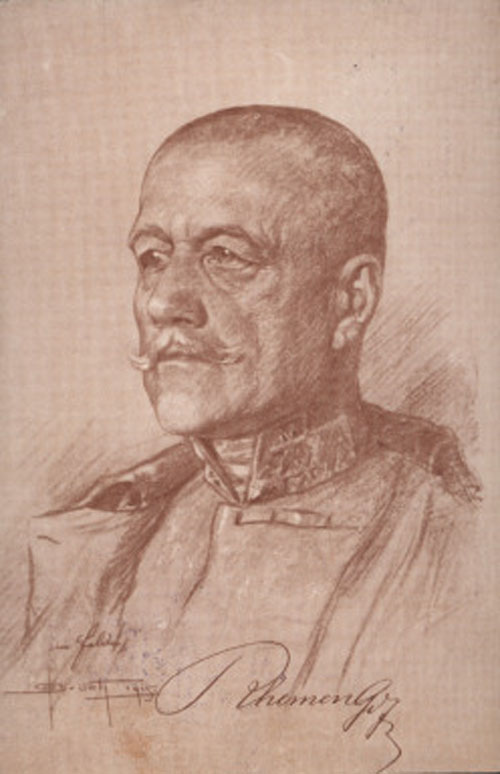
Adolf von Rhemen zu Barensfeld, österreichischer General (1917)

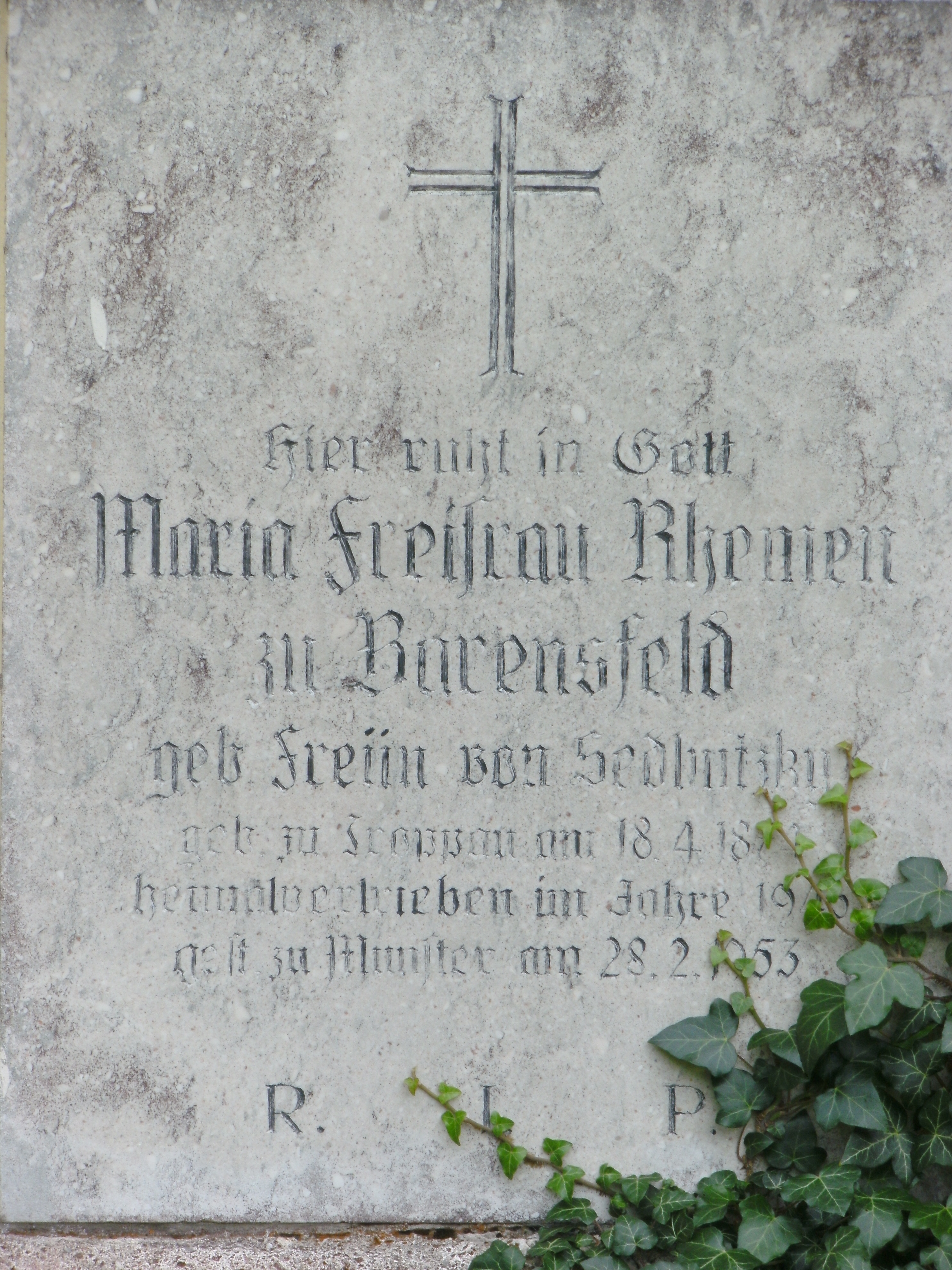
Grabstein für Maria von Rhemen zu Barensfeld an der St.-Anna-Kapelle in Ering

Rhemen zu Barensfeld ist der Name eines aus Westfalen stammenden Adelsgeschlechts.

## Geschichte
Die Familie Rhemen zu Barensfeld (auch Barnsfeld) entstammt dem Geschlecht derer von Barnsfeld (= Velen) von Haus Barnsfeld im Münsterland, wo bereits 1281 ein Gerhard dictus Werence genannt de Lon, de Bermentvelde als Ritter genannt wurde.
Die Familie Rhemen zu Barensfeld wird 1311 erstmals urkundlich erwähnt als Lehnsherren und Besitzer des Schlosses Wilkinghege. Nach Veräußerung (1390) kam sie durch Erbschaft wieder in Besitz des gesamten Anwesens (1779), das erst 1955 verkauft wurde. Von etwa 1370 bis 1695 besaß die Familie das Schloss Rhede.
Am 15. Juni 1613 verschrieb ein Johann von Rhemen zum Barnsfeld dem Johann Leffting eine Rente.
Ein Zweig der Familie zog nach Österreich.

## Bekannte Familienmitglieder
- Gottschalk von Rhemen (1275–1343), Domherr in Münster
- Dietrich von Rhemen (Domherr, † nach 1319) († nach 1319), Domherr in Münster und bischöflicher Prokurator
- Dietrich von Rhemen (Domherr, † nach 1359) († nach 1359), Domherr in Münster
- Johannes von Rhemen (13.–14. Jh.), Domherr in Münster
- Adolf von Rhemen (14.–15. Jh.), Domherr in Münster
- Johann von Rhemen zu Barnsfeld (16.–17. Jh.), Domherr in Münster und Drost zu Gemen
- Peter Freiherr von Rhemen zu Barensfeld (1789–1872), k. u. k. Generalmajor
- Adolf Freiherr von Rhemen zu Barensfeld (1855–1932), k. u. k. Generaloberst, während des Ersten Weltkriegs Generalgouverneur in Serbien.

## Wappen
Das Wappen der Rhemen zeigt in Rot einen silbernen Balken, über den drei goldene (in der Abbildung fälschlich silbern dargestellte) Vögel schreiten. Auf dem Helm mit rot-silbernen Helmdecken ein offener roter Flug.
Entwicklung des Wappens - Wappenverwandtschaften:

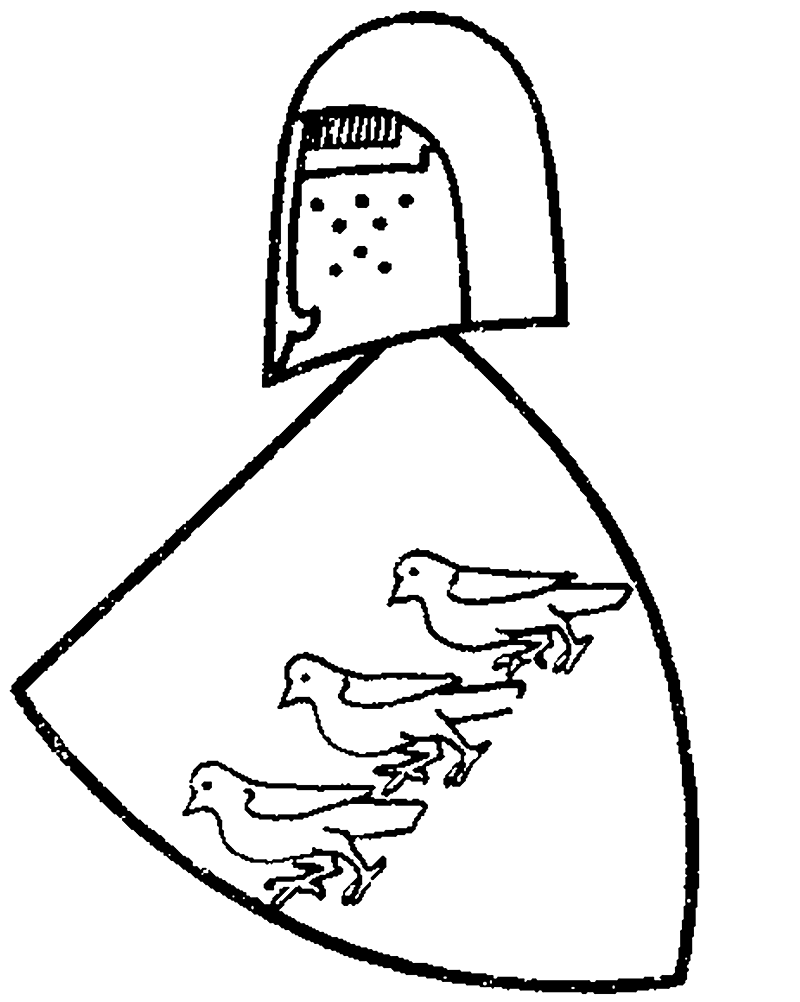
Wappen Werenzo (Werenzo de Lon)
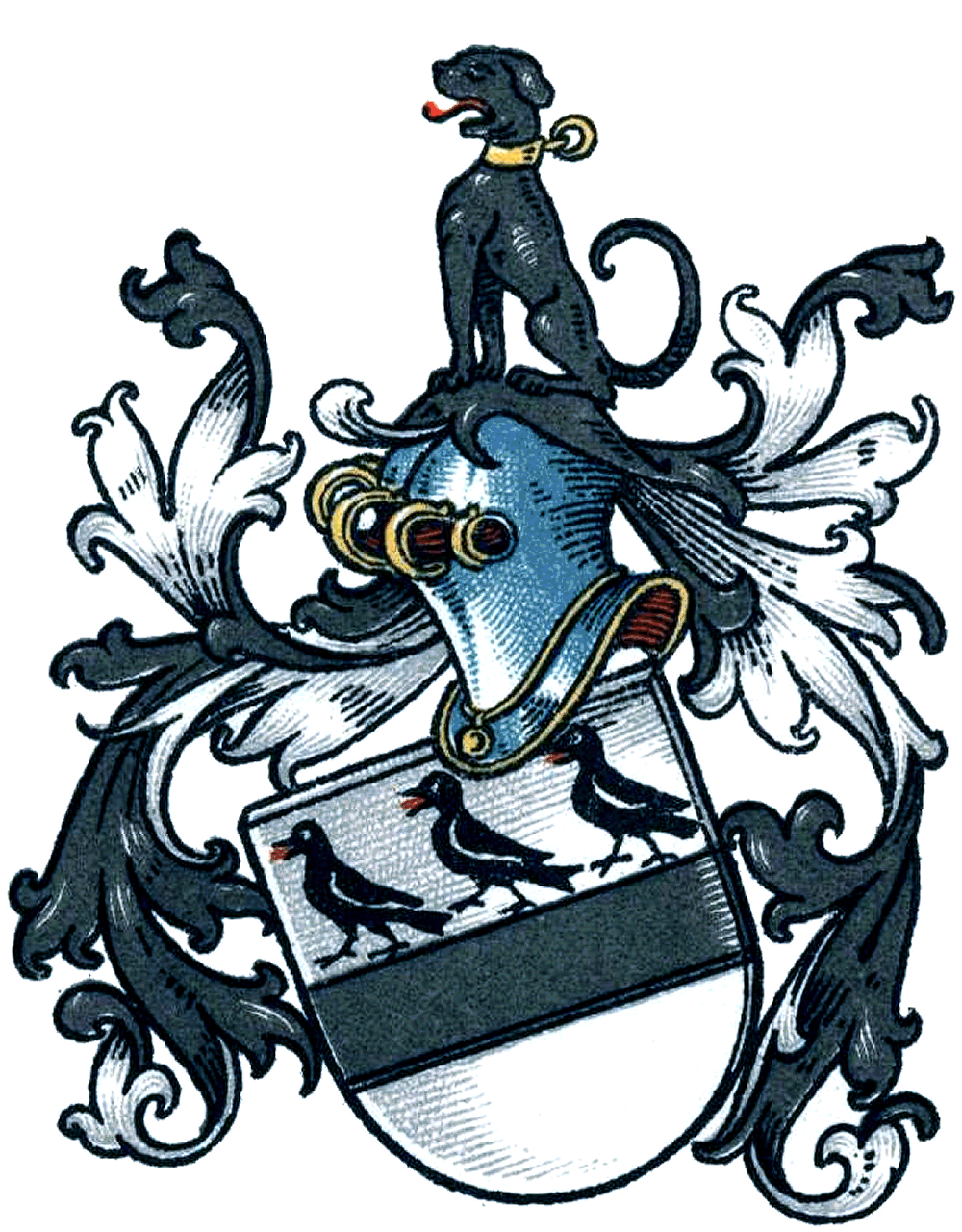
Wappen der Edlen von Loen
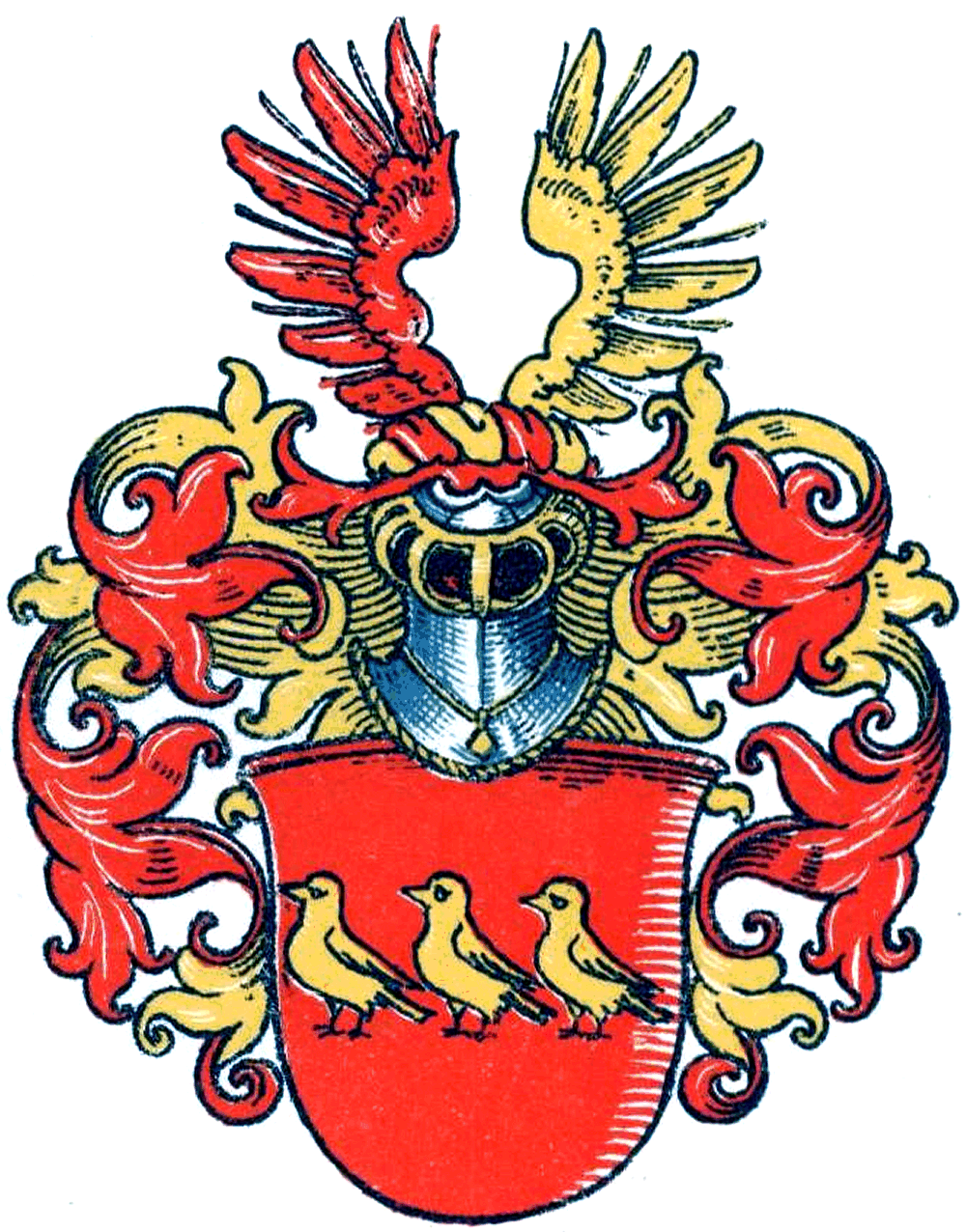
Wappen derer von Barnsfeld
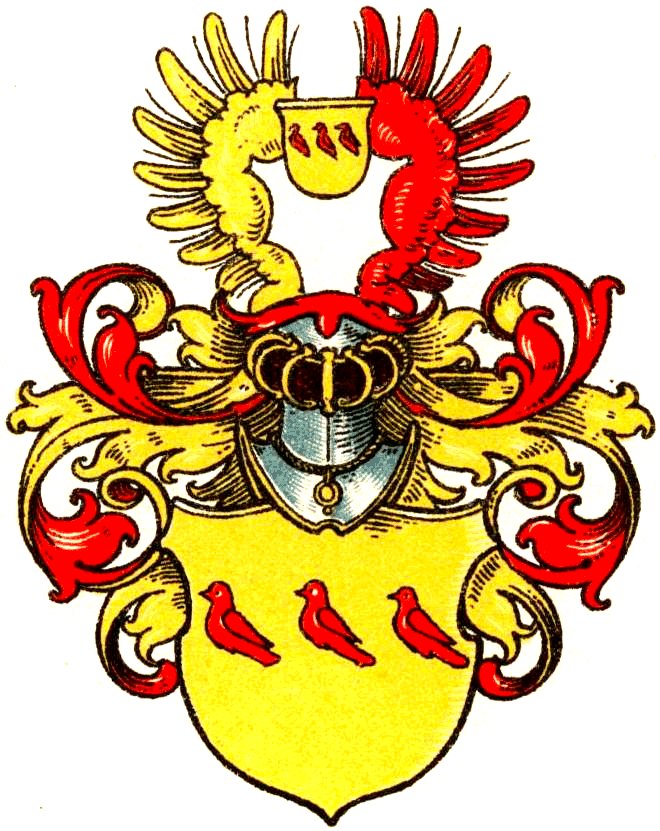
Wappen derer von Velen